# Thạch Tuyền
Thạch Tuyền (chữ Hán phồn thể:石泉縣, chữ Hán giản thể: 石泉县, âm Hán Việt: Thạch Tuyền huyện) là một huyện thuộc địa cấp thị An Khang, tỉnh Thiểm Tây, Cộng hòa Nhân dân Trung Hoa. Huyện này có diện tích 1525 ki-lô-mét vuông, dân số năm 1999 là 181.453 người, năm 2002 là 180.000 người. Mã số bưu chính của Thạch Tuyền là 725200. Chính quyền huyện đóng ở. Về mặt hành chính, huyện Thạch Tuyền được chia thành 8 trấn, 7 hương.
- Trấn: Thành Quan, Trì Hà, Nhiêu Phong, Nghinh Phong, Lưỡng Hà, Hậu Liễu, Hỉ Hà, Úy Đấu, Tằng Khê.
- Hương: Hồng Vệ, Ngân Long, Ngân Kiều, Trung Bá, Trường Dương, Trung Trì.